# Меліна Олінеску
Меліна Олінеску (рум. Mălina Olinescu ; 29 січня 1974, Бухарест, Румунія — 12 грудня 2011, там же) — румунська співачка.

## Життєпис
Меліна Олінеску народилася 29 січня 1974 року в Бухаресті (Румунія) у сім'ї актора Бориса Олінеску та співачки Дойни Спетару.
1993 року, незабаром після закінчення середньої школи, Меліна розпочала кар'єру співачки, виступаючи в клубах Бухареста.
1995 року Олінеску перемагає на фестивалі попмузики імені Авреліана Андреєску.
1996 року вона стає частиною команди талановитих співаків у «Школі зірок». Цього ж року Олінеску посіла третє місце в конкурсі в Мамаї.
1998 року, здобувши 6 балів, Меліна Олінеску посіла 22-е місце з 25-ти на «Євробаченні-1998» у Бірмінгемі (графство Вест-Мідлендс, Великобританія).
У 2000—2007 роках була одружена з Даном Стеско.
Меліна Олінеску довгий час була однією з провідних співачок румунського музичного гурту Calin Geambasu Band .
37-річна Меліна Олінеску наклала на себе руки в ніч з 11 на 12 грудня 2011 року, викинувшись з вікна 6-го поверху будинку в Бухаресті, в якому вона жила.